# Clinus spatulatus
Clinus spatulatus е вид лъчеперка от семейство Clinidae. Видът е застрашен от изчезване.

## Разпространение
Разпространен е в Южна Африка.